# Wolfgang Fortner
Wolfgang Fortner (Leipzig, 12 oktober 1907 - Heidelberg, 5 september 1987) was een Duits componist en dirigent.

## Biografie

### Jeugd
Fortners ouders waren zangers. Hij begon in 1927 te Leipzig zijn studies aan de hogeschool voor muziek en theater in orgel, compositie en aan de universiteit te Leipzig filosofie, muziek en Duits. Nog tijdens zijn studies werden composities van hem in het openbaar uitgevoerd. In Berlijn maakte hij kennis met Arnold Schönberg. Hij schreef een afstudeerwerk over de kamermuziek van Paul Hindemith.
Vanaf 1931 ging hij muziektheorie doceren aan de hogeschool voor kerkmuziek te Heidelberg. Hij werd uitgescholden voor kultuurbolsjewist.

### In het Derde Rijk
In 1935-1936 stichtte Fortner het Heidelbergs Kamerorkest, waarmee hij moderne muziek van zichzelf en anderen uitvoerde. Hij reisde voor concerten naar Scandinavië, Nederland en Griekenland. In dat jaar nam hij de leiding van het orkest van de Hitlerjugend te Heidelberg. In 1940 werd hij soldaat bij de medische dienst.
In 1941 werd hij lid van de NSDAP met nummer 7818245. In dat jaar gaf hij het „Heidelberger Liederbuchs für den genesenden Soldaten“ uit, maar zonder eigen composities.

### Na de oorlog
Na het einde van de Tweede Wereldoorlog werd hij als meeloper aangeduid. In 1954 werd hij professor voor compositie, eerst aan de Nordwestdeutsche Musikakademie Detmold, vanaf 1957 tot zijn emeritaat in 1973 aan de Hochschule für Musik Freiburg te Freiburg im Breisgau.
Onder zijn leerlingen noemen wij de componisten Günther Becker, Arthur Dangel, Friedhelm Döhl, Hans Ulrich Engelmann, Diego H. Feinstein, Peter Förtig, Volkmar Fritsche, Hans Werner Henze, Milko Kelemen, Rudolf Kelterborn, Karl Michael Komma, Arghyris Kounadis, Ton de Kruyf, Uwe Lohrmann, Wolfgang Ludewig, Bruce MacCombie, Roland Moser, Diether de la Motte, Nam June Paik, Graciela Paraskevaídis, Robert HP Platz, Rolf Riehm, Wolfgang Rihm, Griffith Rose, Mauricio Rosenmann, Dieter Schönbach, Rolf Schweizer, Manfred Stahnke, Henk Stam, Peter Westergaard, Hans Zender, Bernd Alois Zimmermann, Heinz Werner Zimmermann, de dirigenten Thomas Baldner en Arturo Tamayo en de vertaler Hans Wollschläger.

## Oeuvre

### Opera's
- Bluthochzeit. Lyrische Tragedie in 2 Akten/7 Beelden, Libretto van de componist naar het drama Bodas de sangre van Federico García Lorca (1957)
- Corinna. Opera buffa in een akt naar een comedie van Gérard de Nerval (1958)
- In seinem Garten liebt Don Perlimplin Belisa. Opera naar Federico García Lorca (1962)
- Elisabeth Tudor. Opera in drie akten naar een libretto van Matthias Braun (1972)
- That time. Szenische cantate naar Samuel Beckett (1977)

### Balletten
- Die weiße Rose. Ballet naar Oscar Wilde (1950)
- Die Witwe von Ephesus. Pantomime naar een vertelling van Titus Petronius (1953)
- Carmen (Bizet Collage). Muziek voor ballet van John Cranko (1971)

### Ander werk
- Herr, bleibe bei uns! Geistliche Abendmusik für eine tiefe Singstimme, gem. Chor und Streichorchester, 1945
- Concert voor viool en orkest (1947)
- Symfonie 1947 (1947)
- Fantasie über die Tonfolge Johann Sebastian Bach für Orchester (1950)
- Improptus für großes Orchester 1957
- Die Pfingstgeschichte nach Lukas, Evangelienvertonung für Tenor-Solo, sechstimmigen Chor, 11 Instrumentalisten und Orgel (1963)
- Triplum für 3 Klaviere und Orchester (1966)
- Prismen für Flöte, Oboe, Harfe, Schlagzeug und Orchester (1967)
- Marginalien. Dem Andenken eines guten Hundes. Für Orchester (1969)
- Zyklus für Cello und Kammerorchester ohne Streicher (1970)
- Machaut-Ballden für Gesang und Orchester (1974)
- Triptychon für Orchester (1977)